# Kaijanjärvi (sjö i Urais, Mellersta Finland)
Kaijanjärvi är en sjö i kommunen Urais i landskapet Mellersta Finland i Finland. Den är 3,9 meter djup. Arean är 48 hektar och strandlinjen är 3,9 kilometer lång. Sjön  ingår i Kymmene älvs huvudavrinningsområde.   Den ligger omkring 29 kilometer nordväst om Jyväskylä och omkring 250 kilometer norr om Helsingfors. 